# Variant Frankenstein–Dràcula
La variant Frankenstein–Dràcula és una obertura d'escacs, sovint considerada una variant de l'obertura vienesa —tot i que pot assolir-se també a partir de l'obertura de l'alfil. Es caracteritza per les seves múltiples complicacions, si bé en un joc acurat és factible per ambdós jugadors.
El nom de la variant va ser proposat per Tim Harding al seu llibre de 1976 sobre l'obertura vienesa, al qual hi deia que la set de sang de la variant era tal que «en una partida entre Dràcula i Frankenstein no estaria fora de lloc».
La línia es veu molt infreqüentment en el joc del màxim nivell, principalment perquè l'obertura vienesa es juga poc a aquest nivell. Ivanchuk la va fer servir contra Anand a Roquebrune el 1992 en una partida que va acabar en taules. Aleksei Xírov l'ha jugada també en una exhibició de simultànies amb negres al Canadà, el 2011.
|  |

## Jugades comentades
1. e4 e5 2. Cc3 Cf6 3. Ac4
Els moviments que condueixen a la variant. Un altre camí comú d'assolir la posició és 1.e4 e5 2.Ac4 (obertura de l'alfil) Cf6 3.Cc3.
3... Cxe4
Aquest és el moviment que defineix la variant Frankenstein–Dràcula. Naturalment, les blanques no poden guanyar material immediatament, ja que 4.Cxe4 permetria 4...d5.
4. Dh5
4.Cxe4 d5 no dona problemes a les negres. 4.Axf7+?! Rxf7 5.Cxe4 es considera bo per les negres, si eviten 5...Cc6 (5...d5) 6.Df3+ Rg8?? 7.Cg5! amb victòria blanca (7...Dxg5 8.Dd5#). 4.Dh5 amenaça Dxf7#, un cop típic de les blanques en aquesta línia.
4... Cd6
Sorprenentment, aquesta lletja jugada és l'única bona resposta a les dues amenaces blanques contra f7 i e5; 4...Cg5 es trobaria amb 5.d4 Ce6 6.dxe5 amb avantatge. També és possible 6.d5, quan 6...g6?? perd per 7.dxe6!, com a Böök–Heidenheimo, 1925. En canvi, 6.d5 Cd4 duu a joc complicat, com a Kis–Csato, Campionat d'Hongria per equips de 1993.
5. Ab3
El GM suec Ulf Andersson recomana 5.Dxe5+ De7 6.Dxe7+ Axe7 7.Ae2!, dient que les blanques tenen cert avantatge. (Vegeu la columna de Tim Harding de 1998 citada més avall.)
5... Cc6
5...Ae7 (retornant el peó) és una alternativa més tranquil·la, per exemple. 6.Cf3 Cc6 7.Cxe5 0-0 8.Cd5 Cxe5 9.Dxe5 Te8 10.0-0 Af8 11.Df4.
6. Cb5 g6 7. Df3 f5
David Bronstein va guanyar un cop una partida amb 7...f6!? 8.Cxc7+ Dxc7 9.Dxf6 b6 10.Dxh8 Ab7 11.Dxh7 0-0-0, però ningú més no ha seguit aquest camí.
8. Dd5 De7
8...Df6 també s'ha jugat i probablement és millor.
9. Cxc7+ Rd8 10. Cxa8
Les negres gairebé sempre continuen amb 10... b6, preparant Ab7 per atrapar el cavall (vegeu el diagrama). Les negres són de moment amb torre de menys, però segurament guanyaran un cavall, i quedaran només amb la qualitat de menys. A canvi, les negres tenen atac.
|   | a | b | c | d | e | f | g | h |   |
| 8 | a8 blanques cavall · c8 negres alfil · d8 negres rei · f8 negres alfil · h8 negres torre · a7 negres peó · d7 negres peó · e7 negres dama · h7 negres peó · b6 negres peó · c6 negres cavall · d6 negres cavall · g6 negres peó · d5 blanques dama · e5 negres peó · f5 negres peó · b3 blanques alfil · a2 blanques peó · b2 blanques peó · c2 blanques peó · d2 blanques peó · f2 blanques peó · g2 blanques peó · h2 blanques peó · a1 blanques torre · c1 blanques alfil · e1 blanques rei · g1 blanques cavall · h1 blanques torre | a8 blanques cavall · c8 negres alfil · d8 negres rei · f8 negres alfil · h8 negres torre · a7 negres peó · d7 negres peó · e7 negres dama · h7 negres peó · b6 negres peó · c6 negres cavall · d6 negres cavall · g6 negres peó · d5 blanques dama · e5 negres peó · f5 negres peó · b3 blanques alfil · a2 blanques peó · b2 blanques peó · c2 blanques peó · d2 blanques peó · f2 blanques peó · g2 blanques peó · h2 blanques peó · a1 blanques torre · c1 blanques alfil · e1 blanques rei · g1 blanques cavall · h1 blanques torre | a8 blanques cavall · c8 negres alfil · d8 negres rei · f8 negres alfil · h8 negres torre · a7 negres peó · d7 negres peó · e7 negres dama · h7 negres peó · b6 negres peó · c6 negres cavall · d6 negres cavall · g6 negres peó · d5 blanques dama · e5 negres peó · f5 negres peó · b3 blanques alfil · a2 blanques peó · b2 blanques peó · c2 blanques peó · d2 blanques peó · f2 blanques peó · g2 blanques peó · h2 blanques peó · a1 blanques torre · c1 blanques alfil · e1 blanques rei · g1 blanques cavall · h1 blanques torre | a8 blanques cavall · c8 negres alfil · d8 negres rei · f8 negres alfil · h8 negres torre · a7 negres peó · d7 negres peó · e7 negres dama · h7 negres peó · b6 negres peó · c6 negres cavall · d6 negres cavall · g6 negres peó · d5 blanques dama · e5 negres peó · f5 negres peó · b3 blanques alfil · a2 blanques peó · b2 blanques peó · c2 blanques peó · d2 blanques peó · f2 blanques peó · g2 blanques peó · h2 blanques peó · a1 blanques torre · c1 blanques alfil · e1 blanques rei · g1 blanques cavall · h1 blanques torre | a8 blanques cavall · c8 negres alfil · d8 negres rei · f8 negres alfil · h8 negres torre · a7 negres peó · d7 negres peó · e7 negres dama · h7 negres peó · b6 negres peó · c6 negres cavall · d6 negres cavall · g6 negres peó · d5 blanques dama · e5 negres peó · f5 negres peó · b3 blanques alfil · a2 blanques peó · b2 blanques peó · c2 blanques peó · d2 blanques peó · f2 blanques peó · g2 blanques peó · h2 blanques peó · a1 blanques torre · c1 blanques alfil · e1 blanques rei · g1 blanques cavall · h1 blanques torre | a8 blanques cavall · c8 negres alfil · d8 negres rei · f8 negres alfil · h8 negres torre · a7 negres peó · d7 negres peó · e7 negres dama · h7 negres peó · b6 negres peó · c6 negres cavall · d6 negres cavall · g6 negres peó · d5 blanques dama · e5 negres peó · f5 negres peó · b3 blanques alfil · a2 blanques peó · b2 blanques peó · c2 blanques peó · d2 blanques peó · f2 blanques peó · g2 blanques peó · h2 blanques peó · a1 blanques torre · c1 blanques alfil · e1 blanques rei · g1 blanques cavall · h1 blanques torre | a8 blanques cavall · c8 negres alfil · d8 negres rei · f8 negres alfil · h8 negres torre · a7 negres peó · d7 negres peó · e7 negres dama · h7 negres peó · b6 negres peó · c6 negres cavall · d6 negres cavall · g6 negres peó · d5 blanques dama · e5 negres peó · f5 negres peó · b3 blanques alfil · a2 blanques peó · b2 blanques peó · c2 blanques peó · d2 blanques peó · f2 blanques peó · g2 blanques peó · h2 blanques peó · a1 blanques torre · c1 blanques alfil · e1 blanques rei · g1 blanques cavall · h1 blanques torre | a8 blanques cavall · c8 negres alfil · d8 negres rei · f8 negres alfil · h8 negres torre · a7 negres peó · d7 negres peó · e7 negres dama · h7 negres peó · b6 negres peó · c6 negres cavall · d6 negres cavall · g6 negres peó · d5 blanques dama · e5 negres peó · f5 negres peó · b3 blanques alfil · a2 blanques peó · b2 blanques peó · c2 blanques peó · d2 blanques peó · f2 blanques peó · g2 blanques peó · h2 blanques peó · a1 blanques torre · c1 blanques alfil · e1 blanques rei · g1 blanques cavall · h1 blanques torre | 8 |
| 7 | a8 blanques cavall · c8 negres alfil · d8 negres rei · f8 negres alfil · h8 negres torre · a7 negres peó · d7 negres peó · e7 negres dama · h7 negres peó · b6 negres peó · c6 negres cavall · d6 negres cavall · g6 negres peó · d5 blanques dama · e5 negres peó · f5 negres peó · b3 blanques alfil · a2 blanques peó · b2 blanques peó · c2 blanques peó · d2 blanques peó · f2 blanques peó · g2 blanques peó · h2 blanques peó · a1 blanques torre · c1 blanques alfil · e1 blanques rei · g1 blanques cavall · h1 blanques torre | a8 blanques cavall · c8 negres alfil · d8 negres rei · f8 negres alfil · h8 negres torre · a7 negres peó · d7 negres peó · e7 negres dama · h7 negres peó · b6 negres peó · c6 negres cavall · d6 negres cavall · g6 negres peó · d5 blanques dama · e5 negres peó · f5 negres peó · b3 blanques alfil · a2 blanques peó · b2 blanques peó · c2 blanques peó · d2 blanques peó · f2 blanques peó · g2 blanques peó · h2 blanques peó · a1 blanques torre · c1 blanques alfil · e1 blanques rei · g1 blanques cavall · h1 blanques torre | a8 blanques cavall · c8 negres alfil · d8 negres rei · f8 negres alfil · h8 negres torre · a7 negres peó · d7 negres peó · e7 negres dama · h7 negres peó · b6 negres peó · c6 negres cavall · d6 negres cavall · g6 negres peó · d5 blanques dama · e5 negres peó · f5 negres peó · b3 blanques alfil · a2 blanques peó · b2 blanques peó · c2 blanques peó · d2 blanques peó · f2 blanques peó · g2 blanques peó · h2 blanques peó · a1 blanques torre · c1 blanques alfil · e1 blanques rei · g1 blanques cavall · h1 blanques torre | a8 blanques cavall · c8 negres alfil · d8 negres rei · f8 negres alfil · h8 negres torre · a7 negres peó · d7 negres peó · e7 negres dama · h7 negres peó · b6 negres peó · c6 negres cavall · d6 negres cavall · g6 negres peó · d5 blanques dama · e5 negres peó · f5 negres peó · b3 blanques alfil · a2 blanques peó · b2 blanques peó · c2 blanques peó · d2 blanques peó · f2 blanques peó · g2 blanques peó · h2 blanques peó · a1 blanques torre · c1 blanques alfil · e1 blanques rei · g1 blanques cavall · h1 blanques torre | a8 blanques cavall · c8 negres alfil · d8 negres rei · f8 negres alfil · h8 negres torre · a7 negres peó · d7 negres peó · e7 negres dama · h7 negres peó · b6 negres peó · c6 negres cavall · d6 negres cavall · g6 negres peó · d5 blanques dama · e5 negres peó · f5 negres peó · b3 blanques alfil · a2 blanques peó · b2 blanques peó · c2 blanques peó · d2 blanques peó · f2 blanques peó · g2 blanques peó · h2 blanques peó · a1 blanques torre · c1 blanques alfil · e1 blanques rei · g1 blanques cavall · h1 blanques torre | a8 blanques cavall · c8 negres alfil · d8 negres rei · f8 negres alfil · h8 negres torre · a7 negres peó · d7 negres peó · e7 negres dama · h7 negres peó · b6 negres peó · c6 negres cavall · d6 negres cavall · g6 negres peó · d5 blanques dama · e5 negres peó · f5 negres peó · b3 blanques alfil · a2 blanques peó · b2 blanques peó · c2 blanques peó · d2 blanques peó · f2 blanques peó · g2 blanques peó · h2 blanques peó · a1 blanques torre · c1 blanques alfil · e1 blanques rei · g1 blanques cavall · h1 blanques torre | a8 blanques cavall · c8 negres alfil · d8 negres rei · f8 negres alfil · h8 negres torre · a7 negres peó · d7 negres peó · e7 negres dama · h7 negres peó · b6 negres peó · c6 negres cavall · d6 negres cavall · g6 negres peó · d5 blanques dama · e5 negres peó · f5 negres peó · b3 blanques alfil · a2 blanques peó · b2 blanques peó · c2 blanques peó · d2 blanques peó · f2 blanques peó · g2 blanques peó · h2 blanques peó · a1 blanques torre · c1 blanques alfil · e1 blanques rei · g1 blanques cavall · h1 blanques torre | a8 blanques cavall · c8 negres alfil · d8 negres rei · f8 negres alfil · h8 negres torre · a7 negres peó · d7 negres peó · e7 negres dama · h7 negres peó · b6 negres peó · c6 negres cavall · d6 negres cavall · g6 negres peó · d5 blanques dama · e5 negres peó · f5 negres peó · b3 blanques alfil · a2 blanques peó · b2 blanques peó · c2 blanques peó · d2 blanques peó · f2 blanques peó · g2 blanques peó · h2 blanques peó · a1 blanques torre · c1 blanques alfil · e1 blanques rei · g1 blanques cavall · h1 blanques torre | 7 |
| 6 | a8 blanques cavall · c8 negres alfil · d8 negres rei · f8 negres alfil · h8 negres torre · a7 negres peó · d7 negres peó · e7 negres dama · h7 negres peó · b6 negres peó · c6 negres cavall · d6 negres cavall · g6 negres peó · d5 blanques dama · e5 negres peó · f5 negres peó · b3 blanques alfil · a2 blanques peó · b2 blanques peó · c2 blanques peó · d2 blanques peó · f2 blanques peó · g2 blanques peó · h2 blanques peó · a1 blanques torre · c1 blanques alfil · e1 blanques rei · g1 blanques cavall · h1 blanques torre | a8 blanques cavall · c8 negres alfil · d8 negres rei · f8 negres alfil · h8 negres torre · a7 negres peó · d7 negres peó · e7 negres dama · h7 negres peó · b6 negres peó · c6 negres cavall · d6 negres cavall · g6 negres peó · d5 blanques dama · e5 negres peó · f5 negres peó · b3 blanques alfil · a2 blanques peó · b2 blanques peó · c2 blanques peó · d2 blanques peó · f2 blanques peó · g2 blanques peó · h2 blanques peó · a1 blanques torre · c1 blanques alfil · e1 blanques rei · g1 blanques cavall · h1 blanques torre | a8 blanques cavall · c8 negres alfil · d8 negres rei · f8 negres alfil · h8 negres torre · a7 negres peó · d7 negres peó · e7 negres dama · h7 negres peó · b6 negres peó · c6 negres cavall · d6 negres cavall · g6 negres peó · d5 blanques dama · e5 negres peó · f5 negres peó · b3 blanques alfil · a2 blanques peó · b2 blanques peó · c2 blanques peó · d2 blanques peó · f2 blanques peó · g2 blanques peó · h2 blanques peó · a1 blanques torre · c1 blanques alfil · e1 blanques rei · g1 blanques cavall · h1 blanques torre | a8 blanques cavall · c8 negres alfil · d8 negres rei · f8 negres alfil · h8 negres torre · a7 negres peó · d7 negres peó · e7 negres dama · h7 negres peó · b6 negres peó · c6 negres cavall · d6 negres cavall · g6 negres peó · d5 blanques dama · e5 negres peó · f5 negres peó · b3 blanques alfil · a2 blanques peó · b2 blanques peó · c2 blanques peó · d2 blanques peó · f2 blanques peó · g2 blanques peó · h2 blanques peó · a1 blanques torre · c1 blanques alfil · e1 blanques rei · g1 blanques cavall · h1 blanques torre | a8 blanques cavall · c8 negres alfil · d8 negres rei · f8 negres alfil · h8 negres torre · a7 negres peó · d7 negres peó · e7 negres dama · h7 negres peó · b6 negres peó · c6 negres cavall · d6 negres cavall · g6 negres peó · d5 blanques dama · e5 negres peó · f5 negres peó · b3 blanques alfil · a2 blanques peó · b2 blanques peó · c2 blanques peó · d2 blanques peó · f2 blanques peó · g2 blanques peó · h2 blanques peó · a1 blanques torre · c1 blanques alfil · e1 blanques rei · g1 blanques cavall · h1 blanques torre | a8 blanques cavall · c8 negres alfil · d8 negres rei · f8 negres alfil · h8 negres torre · a7 negres peó · d7 negres peó · e7 negres dama · h7 negres peó · b6 negres peó · c6 negres cavall · d6 negres cavall · g6 negres peó · d5 blanques dama · e5 negres peó · f5 negres peó · b3 blanques alfil · a2 blanques peó · b2 blanques peó · c2 blanques peó · d2 blanques peó · f2 blanques peó · g2 blanques peó · h2 blanques peó · a1 blanques torre · c1 blanques alfil · e1 blanques rei · g1 blanques cavall · h1 blanques torre | a8 blanques cavall · c8 negres alfil · d8 negres rei · f8 negres alfil · h8 negres torre · a7 negres peó · d7 negres peó · e7 negres dama · h7 negres peó · b6 negres peó · c6 negres cavall · d6 negres cavall · g6 negres peó · d5 blanques dama · e5 negres peó · f5 negres peó · b3 blanques alfil · a2 blanques peó · b2 blanques peó · c2 blanques peó · d2 blanques peó · f2 blanques peó · g2 blanques peó · h2 blanques peó · a1 blanques torre · c1 blanques alfil · e1 blanques rei · g1 blanques cavall · h1 blanques torre | a8 blanques cavall · c8 negres alfil · d8 negres rei · f8 negres alfil · h8 negres torre · a7 negres peó · d7 negres peó · e7 negres dama · h7 negres peó · b6 negres peó · c6 negres cavall · d6 negres cavall · g6 negres peó · d5 blanques dama · e5 negres peó · f5 negres peó · b3 blanques alfil · a2 blanques peó · b2 blanques peó · c2 blanques peó · d2 blanques peó · f2 blanques peó · g2 blanques peó · h2 blanques peó · a1 blanques torre · c1 blanques alfil · e1 blanques rei · g1 blanques cavall · h1 blanques torre | 6 |
| 5 | a8 blanques cavall · c8 negres alfil · d8 negres rei · f8 negres alfil · h8 negres torre · a7 negres peó · d7 negres peó · e7 negres dama · h7 negres peó · b6 negres peó · c6 negres cavall · d6 negres cavall · g6 negres peó · d5 blanques dama · e5 negres peó · f5 negres peó · b3 blanques alfil · a2 blanques peó · b2 blanques peó · c2 blanques peó · d2 blanques peó · f2 blanques peó · g2 blanques peó · h2 blanques peó · a1 blanques torre · c1 blanques alfil · e1 blanques rei · g1 blanques cavall · h1 blanques torre | a8 blanques cavall · c8 negres alfil · d8 negres rei · f8 negres alfil · h8 negres torre · a7 negres peó · d7 negres peó · e7 negres dama · h7 negres peó · b6 negres peó · c6 negres cavall · d6 negres cavall · g6 negres peó · d5 blanques dama · e5 negres peó · f5 negres peó · b3 blanques alfil · a2 blanques peó · b2 blanques peó · c2 blanques peó · d2 blanques peó · f2 blanques peó · g2 blanques peó · h2 blanques peó · a1 blanques torre · c1 blanques alfil · e1 blanques rei · g1 blanques cavall · h1 blanques torre | a8 blanques cavall · c8 negres alfil · d8 negres rei · f8 negres alfil · h8 negres torre · a7 negres peó · d7 negres peó · e7 negres dama · h7 negres peó · b6 negres peó · c6 negres cavall · d6 negres cavall · g6 negres peó · d5 blanques dama · e5 negres peó · f5 negres peó · b3 blanques alfil · a2 blanques peó · b2 blanques peó · c2 blanques peó · d2 blanques peó · f2 blanques peó · g2 blanques peó · h2 blanques peó · a1 blanques torre · c1 blanques alfil · e1 blanques rei · g1 blanques cavall · h1 blanques torre | a8 blanques cavall · c8 negres alfil · d8 negres rei · f8 negres alfil · h8 negres torre · a7 negres peó · d7 negres peó · e7 negres dama · h7 negres peó · b6 negres peó · c6 negres cavall · d6 negres cavall · g6 negres peó · d5 blanques dama · e5 negres peó · f5 negres peó · b3 blanques alfil · a2 blanques peó · b2 blanques peó · c2 blanques peó · d2 blanques peó · f2 blanques peó · g2 blanques peó · h2 blanques peó · a1 blanques torre · c1 blanques alfil · e1 blanques rei · g1 blanques cavall · h1 blanques torre | a8 blanques cavall · c8 negres alfil · d8 negres rei · f8 negres alfil · h8 negres torre · a7 negres peó · d7 negres peó · e7 negres dama · h7 negres peó · b6 negres peó · c6 negres cavall · d6 negres cavall · g6 negres peó · d5 blanques dama · e5 negres peó · f5 negres peó · b3 blanques alfil · a2 blanques peó · b2 blanques peó · c2 blanques peó · d2 blanques peó · f2 blanques peó · g2 blanques peó · h2 blanques peó · a1 blanques torre · c1 blanques alfil · e1 blanques rei · g1 blanques cavall · h1 blanques torre | a8 blanques cavall · c8 negres alfil · d8 negres rei · f8 negres alfil · h8 negres torre · a7 negres peó · d7 negres peó · e7 negres dama · h7 negres peó · b6 negres peó · c6 negres cavall · d6 negres cavall · g6 negres peó · d5 blanques dama · e5 negres peó · f5 negres peó · b3 blanques alfil · a2 blanques peó · b2 blanques peó · c2 blanques peó · d2 blanques peó · f2 blanques peó · g2 blanques peó · h2 blanques peó · a1 blanques torre · c1 blanques alfil · e1 blanques rei · g1 blanques cavall · h1 blanques torre | a8 blanques cavall · c8 negres alfil · d8 negres rei · f8 negres alfil · h8 negres torre · a7 negres peó · d7 negres peó · e7 negres dama · h7 negres peó · b6 negres peó · c6 negres cavall · d6 negres cavall · g6 negres peó · d5 blanques dama · e5 negres peó · f5 negres peó · b3 blanques alfil · a2 blanques peó · b2 blanques peó · c2 blanques peó · d2 blanques peó · f2 blanques peó · g2 blanques peó · h2 blanques peó · a1 blanques torre · c1 blanques alfil · e1 blanques rei · g1 blanques cavall · h1 blanques torre | a8 blanques cavall · c8 negres alfil · d8 negres rei · f8 negres alfil · h8 negres torre · a7 negres peó · d7 negres peó · e7 negres dama · h7 negres peó · b6 negres peó · c6 negres cavall · d6 negres cavall · g6 negres peó · d5 blanques dama · e5 negres peó · f5 negres peó · b3 blanques alfil · a2 blanques peó · b2 blanques peó · c2 blanques peó · d2 blanques peó · f2 blanques peó · g2 blanques peó · h2 blanques peó · a1 blanques torre · c1 blanques alfil · e1 blanques rei · g1 blanques cavall · h1 blanques torre | 5 |
| 4 | a8 blanques cavall · c8 negres alfil · d8 negres rei · f8 negres alfil · h8 negres torre · a7 negres peó · d7 negres peó · e7 negres dama · h7 negres peó · b6 negres peó · c6 negres cavall · d6 negres cavall · g6 negres peó · d5 blanques dama · e5 negres peó · f5 negres peó · b3 blanques alfil · a2 blanques peó · b2 blanques peó · c2 blanques peó · d2 blanques peó · f2 blanques peó · g2 blanques peó · h2 blanques peó · a1 blanques torre · c1 blanques alfil · e1 blanques rei · g1 blanques cavall · h1 blanques torre | a8 blanques cavall · c8 negres alfil · d8 negres rei · f8 negres alfil · h8 negres torre · a7 negres peó · d7 negres peó · e7 negres dama · h7 negres peó · b6 negres peó · c6 negres cavall · d6 negres cavall · g6 negres peó · d5 blanques dama · e5 negres peó · f5 negres peó · b3 blanques alfil · a2 blanques peó · b2 blanques peó · c2 blanques peó · d2 blanques peó · f2 blanques peó · g2 blanques peó · h2 blanques peó · a1 blanques torre · c1 blanques alfil · e1 blanques rei · g1 blanques cavall · h1 blanques torre | a8 blanques cavall · c8 negres alfil · d8 negres rei · f8 negres alfil · h8 negres torre · a7 negres peó · d7 negres peó · e7 negres dama · h7 negres peó · b6 negres peó · c6 negres cavall · d6 negres cavall · g6 negres peó · d5 blanques dama · e5 negres peó · f5 negres peó · b3 blanques alfil · a2 blanques peó · b2 blanques peó · c2 blanques peó · d2 blanques peó · f2 blanques peó · g2 blanques peó · h2 blanques peó · a1 blanques torre · c1 blanques alfil · e1 blanques rei · g1 blanques cavall · h1 blanques torre | a8 blanques cavall · c8 negres alfil · d8 negres rei · f8 negres alfil · h8 negres torre · a7 negres peó · d7 negres peó · e7 negres dama · h7 negres peó · b6 negres peó · c6 negres cavall · d6 negres cavall · g6 negres peó · d5 blanques dama · e5 negres peó · f5 negres peó · b3 blanques alfil · a2 blanques peó · b2 blanques peó · c2 blanques peó · d2 blanques peó · f2 blanques peó · g2 blanques peó · h2 blanques peó · a1 blanques torre · c1 blanques alfil · e1 blanques rei · g1 blanques cavall · h1 blanques torre | a8 blanques cavall · c8 negres alfil · d8 negres rei · f8 negres alfil · h8 negres torre · a7 negres peó · d7 negres peó · e7 negres dama · h7 negres peó · b6 negres peó · c6 negres cavall · d6 negres cavall · g6 negres peó · d5 blanques dama · e5 negres peó · f5 negres peó · b3 blanques alfil · a2 blanques peó · b2 blanques peó · c2 blanques peó · d2 blanques peó · f2 blanques peó · g2 blanques peó · h2 blanques peó · a1 blanques torre · c1 blanques alfil · e1 blanques rei · g1 blanques cavall · h1 blanques torre | a8 blanques cavall · c8 negres alfil · d8 negres rei · f8 negres alfil · h8 negres torre · a7 negres peó · d7 negres peó · e7 negres dama · h7 negres peó · b6 negres peó · c6 negres cavall · d6 negres cavall · g6 negres peó · d5 blanques dama · e5 negres peó · f5 negres peó · b3 blanques alfil · a2 blanques peó · b2 blanques peó · c2 blanques peó · d2 blanques peó · f2 blanques peó · g2 blanques peó · h2 blanques peó · a1 blanques torre · c1 blanques alfil · e1 blanques rei · g1 blanques cavall · h1 blanques torre | a8 blanques cavall · c8 negres alfil · d8 negres rei · f8 negres alfil · h8 negres torre · a7 negres peó · d7 negres peó · e7 negres dama · h7 negres peó · b6 negres peó · c6 negres cavall · d6 negres cavall · g6 negres peó · d5 blanques dama · e5 negres peó · f5 negres peó · b3 blanques alfil · a2 blanques peó · b2 blanques peó · c2 blanques peó · d2 blanques peó · f2 blanques peó · g2 blanques peó · h2 blanques peó · a1 blanques torre · c1 blanques alfil · e1 blanques rei · g1 blanques cavall · h1 blanques torre | a8 blanques cavall · c8 negres alfil · d8 negres rei · f8 negres alfil · h8 negres torre · a7 negres peó · d7 negres peó · e7 negres dama · h7 negres peó · b6 negres peó · c6 negres cavall · d6 negres cavall · g6 negres peó · d5 blanques dama · e5 negres peó · f5 negres peó · b3 blanques alfil · a2 blanques peó · b2 blanques peó · c2 blanques peó · d2 blanques peó · f2 blanques peó · g2 blanques peó · h2 blanques peó · a1 blanques torre · c1 blanques alfil · e1 blanques rei · g1 blanques cavall · h1 blanques torre | 4 |
| 3 | a8 blanques cavall · c8 negres alfil · d8 negres rei · f8 negres alfil · h8 negres torre · a7 negres peó · d7 negres peó · e7 negres dama · h7 negres peó · b6 negres peó · c6 negres cavall · d6 negres cavall · g6 negres peó · d5 blanques dama · e5 negres peó · f5 negres peó · b3 blanques alfil · a2 blanques peó · b2 blanques peó · c2 blanques peó · d2 blanques peó · f2 blanques peó · g2 blanques peó · h2 blanques peó · a1 blanques torre · c1 blanques alfil · e1 blanques rei · g1 blanques cavall · h1 blanques torre | a8 blanques cavall · c8 negres alfil · d8 negres rei · f8 negres alfil · h8 negres torre · a7 negres peó · d7 negres peó · e7 negres dama · h7 negres peó · b6 negres peó · c6 negres cavall · d6 negres cavall · g6 negres peó · d5 blanques dama · e5 negres peó · f5 negres peó · b3 blanques alfil · a2 blanques peó · b2 blanques peó · c2 blanques peó · d2 blanques peó · f2 blanques peó · g2 blanques peó · h2 blanques peó · a1 blanques torre · c1 blanques alfil · e1 blanques rei · g1 blanques cavall · h1 blanques torre | a8 blanques cavall · c8 negres alfil · d8 negres rei · f8 negres alfil · h8 negres torre · a7 negres peó · d7 negres peó · e7 negres dama · h7 negres peó · b6 negres peó · c6 negres cavall · d6 negres cavall · g6 negres peó · d5 blanques dama · e5 negres peó · f5 negres peó · b3 blanques alfil · a2 blanques peó · b2 blanques peó · c2 blanques peó · d2 blanques peó · f2 blanques peó · g2 blanques peó · h2 blanques peó · a1 blanques torre · c1 blanques alfil · e1 blanques rei · g1 blanques cavall · h1 blanques torre | a8 blanques cavall · c8 negres alfil · d8 negres rei · f8 negres alfil · h8 negres torre · a7 negres peó · d7 negres peó · e7 negres dama · h7 negres peó · b6 negres peó · c6 negres cavall · d6 negres cavall · g6 negres peó · d5 blanques dama · e5 negres peó · f5 negres peó · b3 blanques alfil · a2 blanques peó · b2 blanques peó · c2 blanques peó · d2 blanques peó · f2 blanques peó · g2 blanques peó · h2 blanques peó · a1 blanques torre · c1 blanques alfil · e1 blanques rei · g1 blanques cavall · h1 blanques torre | a8 blanques cavall · c8 negres alfil · d8 negres rei · f8 negres alfil · h8 negres torre · a7 negres peó · d7 negres peó · e7 negres dama · h7 negres peó · b6 negres peó · c6 negres cavall · d6 negres cavall · g6 negres peó · d5 blanques dama · e5 negres peó · f5 negres peó · b3 blanques alfil · a2 blanques peó · b2 blanques peó · c2 blanques peó · d2 blanques peó · f2 blanques peó · g2 blanques peó · h2 blanques peó · a1 blanques torre · c1 blanques alfil · e1 blanques rei · g1 blanques cavall · h1 blanques torre | a8 blanques cavall · c8 negres alfil · d8 negres rei · f8 negres alfil · h8 negres torre · a7 negres peó · d7 negres peó · e7 negres dama · h7 negres peó · b6 negres peó · c6 negres cavall · d6 negres cavall · g6 negres peó · d5 blanques dama · e5 negres peó · f5 negres peó · b3 blanques alfil · a2 blanques peó · b2 blanques peó · c2 blanques peó · d2 blanques peó · f2 blanques peó · g2 blanques peó · h2 blanques peó · a1 blanques torre · c1 blanques alfil · e1 blanques rei · g1 blanques cavall · h1 blanques torre | a8 blanques cavall · c8 negres alfil · d8 negres rei · f8 negres alfil · h8 negres torre · a7 negres peó · d7 negres peó · e7 negres dama · h7 negres peó · b6 negres peó · c6 negres cavall · d6 negres cavall · g6 negres peó · d5 blanques dama · e5 negres peó · f5 negres peó · b3 blanques alfil · a2 blanques peó · b2 blanques peó · c2 blanques peó · d2 blanques peó · f2 blanques peó · g2 blanques peó · h2 blanques peó · a1 blanques torre · c1 blanques alfil · e1 blanques rei · g1 blanques cavall · h1 blanques torre | a8 blanques cavall · c8 negres alfil · d8 negres rei · f8 negres alfil · h8 negres torre · a7 negres peó · d7 negres peó · e7 negres dama · h7 negres peó · b6 negres peó · c6 negres cavall · d6 negres cavall · g6 negres peó · d5 blanques dama · e5 negres peó · f5 negres peó · b3 blanques alfil · a2 blanques peó · b2 blanques peó · c2 blanques peó · d2 blanques peó · f2 blanques peó · g2 blanques peó · h2 blanques peó · a1 blanques torre · c1 blanques alfil · e1 blanques rei · g1 blanques cavall · h1 blanques torre | 3 |
| 2 | a8 blanques cavall · c8 negres alfil · d8 negres rei · f8 negres alfil · h8 negres torre · a7 negres peó · d7 negres peó · e7 negres dama · h7 negres peó · b6 negres peó · c6 negres cavall · d6 negres cavall · g6 negres peó · d5 blanques dama · e5 negres peó · f5 negres peó · b3 blanques alfil · a2 blanques peó · b2 blanques peó · c2 blanques peó · d2 blanques peó · f2 blanques peó · g2 blanques peó · h2 blanques peó · a1 blanques torre · c1 blanques alfil · e1 blanques rei · g1 blanques cavall · h1 blanques torre | a8 blanques cavall · c8 negres alfil · d8 negres rei · f8 negres alfil · h8 negres torre · a7 negres peó · d7 negres peó · e7 negres dama · h7 negres peó · b6 negres peó · c6 negres cavall · d6 negres cavall · g6 negres peó · d5 blanques dama · e5 negres peó · f5 negres peó · b3 blanques alfil · a2 blanques peó · b2 blanques peó · c2 blanques peó · d2 blanques peó · f2 blanques peó · g2 blanques peó · h2 blanques peó · a1 blanques torre · c1 blanques alfil · e1 blanques rei · g1 blanques cavall · h1 blanques torre | a8 blanques cavall · c8 negres alfil · d8 negres rei · f8 negres alfil · h8 negres torre · a7 negres peó · d7 negres peó · e7 negres dama · h7 negres peó · b6 negres peó · c6 negres cavall · d6 negres cavall · g6 negres peó · d5 blanques dama · e5 negres peó · f5 negres peó · b3 blanques alfil · a2 blanques peó · b2 blanques peó · c2 blanques peó · d2 blanques peó · f2 blanques peó · g2 blanques peó · h2 blanques peó · a1 blanques torre · c1 blanques alfil · e1 blanques rei · g1 blanques cavall · h1 blanques torre | a8 blanques cavall · c8 negres alfil · d8 negres rei · f8 negres alfil · h8 negres torre · a7 negres peó · d7 negres peó · e7 negres dama · h7 negres peó · b6 negres peó · c6 negres cavall · d6 negres cavall · g6 negres peó · d5 blanques dama · e5 negres peó · f5 negres peó · b3 blanques alfil · a2 blanques peó · b2 blanques peó · c2 blanques peó · d2 blanques peó · f2 blanques peó · g2 blanques peó · h2 blanques peó · a1 blanques torre · c1 blanques alfil · e1 blanques rei · g1 blanques cavall · h1 blanques torre | a8 blanques cavall · c8 negres alfil · d8 negres rei · f8 negres alfil · h8 negres torre · a7 negres peó · d7 negres peó · e7 negres dama · h7 negres peó · b6 negres peó · c6 negres cavall · d6 negres cavall · g6 negres peó · d5 blanques dama · e5 negres peó · f5 negres peó · b3 blanques alfil · a2 blanques peó · b2 blanques peó · c2 blanques peó · d2 blanques peó · f2 blanques peó · g2 blanques peó · h2 blanques peó · a1 blanques torre · c1 blanques alfil · e1 blanques rei · g1 blanques cavall · h1 blanques torre | a8 blanques cavall · c8 negres alfil · d8 negres rei · f8 negres alfil · h8 negres torre · a7 negres peó · d7 negres peó · e7 negres dama · h7 negres peó · b6 negres peó · c6 negres cavall · d6 negres cavall · g6 negres peó · d5 blanques dama · e5 negres peó · f5 negres peó · b3 blanques alfil · a2 blanques peó · b2 blanques peó · c2 blanques peó · d2 blanques peó · f2 blanques peó · g2 blanques peó · h2 blanques peó · a1 blanques torre · c1 blanques alfil · e1 blanques rei · g1 blanques cavall · h1 blanques torre | a8 blanques cavall · c8 negres alfil · d8 negres rei · f8 negres alfil · h8 negres torre · a7 negres peó · d7 negres peó · e7 negres dama · h7 negres peó · b6 negres peó · c6 negres cavall · d6 negres cavall · g6 negres peó · d5 blanques dama · e5 negres peó · f5 negres peó · b3 blanques alfil · a2 blanques peó · b2 blanques peó · c2 blanques peó · d2 blanques peó · f2 blanques peó · g2 blanques peó · h2 blanques peó · a1 blanques torre · c1 blanques alfil · e1 blanques rei · g1 blanques cavall · h1 blanques torre | a8 blanques cavall · c8 negres alfil · d8 negres rei · f8 negres alfil · h8 negres torre · a7 negres peó · d7 negres peó · e7 negres dama · h7 negres peó · b6 negres peó · c6 negres cavall · d6 negres cavall · g6 negres peó · d5 blanques dama · e5 negres peó · f5 negres peó · b3 blanques alfil · a2 blanques peó · b2 blanques peó · c2 blanques peó · d2 blanques peó · f2 blanques peó · g2 blanques peó · h2 blanques peó · a1 blanques torre · c1 blanques alfil · e1 blanques rei · g1 blanques cavall · h1 blanques torre | 2 |
| 1 | a8 blanques cavall · c8 negres alfil · d8 negres rei · f8 negres alfil · h8 negres torre · a7 negres peó · d7 negres peó · e7 negres dama · h7 negres peó · b6 negres peó · c6 negres cavall · d6 negres cavall · g6 negres peó · d5 blanques dama · e5 negres peó · f5 negres peó · b3 blanques alfil · a2 blanques peó · b2 blanques peó · c2 blanques peó · d2 blanques peó · f2 blanques peó · g2 blanques peó · h2 blanques peó · a1 blanques torre · c1 blanques alfil · e1 blanques rei · g1 blanques cavall · h1 blanques torre | a8 blanques cavall · c8 negres alfil · d8 negres rei · f8 negres alfil · h8 negres torre · a7 negres peó · d7 negres peó · e7 negres dama · h7 negres peó · b6 negres peó · c6 negres cavall · d6 negres cavall · g6 negres peó · d5 blanques dama · e5 negres peó · f5 negres peó · b3 blanques alfil · a2 blanques peó · b2 blanques peó · c2 blanques peó · d2 blanques peó · f2 blanques peó · g2 blanques peó · h2 blanques peó · a1 blanques torre · c1 blanques alfil · e1 blanques rei · g1 blanques cavall · h1 blanques torre | a8 blanques cavall · c8 negres alfil · d8 negres rei · f8 negres alfil · h8 negres torre · a7 negres peó · d7 negres peó · e7 negres dama · h7 negres peó · b6 negres peó · c6 negres cavall · d6 negres cavall · g6 negres peó · d5 blanques dama · e5 negres peó · f5 negres peó · b3 blanques alfil · a2 blanques peó · b2 blanques peó · c2 blanques peó · d2 blanques peó · f2 blanques peó · g2 blanques peó · h2 blanques peó · a1 blanques torre · c1 blanques alfil · e1 blanques rei · g1 blanques cavall · h1 blanques torre | a8 blanques cavall · c8 negres alfil · d8 negres rei · f8 negres alfil · h8 negres torre · a7 negres peó · d7 negres peó · e7 negres dama · h7 negres peó · b6 negres peó · c6 negres cavall · d6 negres cavall · g6 negres peó · d5 blanques dama · e5 negres peó · f5 negres peó · b3 blanques alfil · a2 blanques peó · b2 blanques peó · c2 blanques peó · d2 blanques peó · f2 blanques peó · g2 blanques peó · h2 blanques peó · a1 blanques torre · c1 blanques alfil · e1 blanques rei · g1 blanques cavall · h1 blanques torre | a8 blanques cavall · c8 negres alfil · d8 negres rei · f8 negres alfil · h8 negres torre · a7 negres peó · d7 negres peó · e7 negres dama · h7 negres peó · b6 negres peó · c6 negres cavall · d6 negres cavall · g6 negres peó · d5 blanques dama · e5 negres peó · f5 negres peó · b3 blanques alfil · a2 blanques peó · b2 blanques peó · c2 blanques peó · d2 blanques peó · f2 blanques peó · g2 blanques peó · h2 blanques peó · a1 blanques torre · c1 blanques alfil · e1 blanques rei · g1 blanques cavall · h1 blanques torre | a8 blanques cavall · c8 negres alfil · d8 negres rei · f8 negres alfil · h8 negres torre · a7 negres peó · d7 negres peó · e7 negres dama · h7 negres peó · b6 negres peó · c6 negres cavall · d6 negres cavall · g6 negres peó · d5 blanques dama · e5 negres peó · f5 negres peó · b3 blanques alfil · a2 blanques peó · b2 blanques peó · c2 blanques peó · d2 blanques peó · f2 blanques peó · g2 blanques peó · h2 blanques peó · a1 blanques torre · c1 blanques alfil · e1 blanques rei · g1 blanques cavall · h1 blanques torre | a8 blanques cavall · c8 negres alfil · d8 negres rei · f8 negres alfil · h8 negres torre · a7 negres peó · d7 negres peó · e7 negres dama · h7 negres peó · b6 negres peó · c6 negres cavall · d6 negres cavall · g6 negres peó · d5 blanques dama · e5 negres peó · f5 negres peó · b3 blanques alfil · a2 blanques peó · b2 blanques peó · c2 blanques peó · d2 blanques peó · f2 blanques peó · g2 blanques peó · h2 blanques peó · a1 blanques torre · c1 blanques alfil · e1 blanques rei · g1 blanques cavall · h1 blanques torre | a8 blanques cavall · c8 negres alfil · d8 negres rei · f8 negres alfil · h8 negres torre · a7 negres peó · d7 negres peó · e7 negres dama · h7 negres peó · b6 negres peó · c6 negres cavall · d6 negres cavall · g6 negres peó · d5 blanques dama · e5 negres peó · f5 negres peó · b3 blanques alfil · a2 blanques peó · b2 blanques peó · c2 blanques peó · d2 blanques peó · f2 blanques peó · g2 blanques peó · h2 blanques peó · a1 blanques torre · c1 blanques alfil · e1 blanques rei · g1 blanques cavall · h1 blanques torre | 1 |
|   | a | b | c | d | e | f | g | h |   |

## Estratègies de competició
A canvi del seu material, les negres tenen un bon centre de peons i els seus alfils estan ben situats a les grans diagonals. Han d'intentar justificar el seu sacrifici tot evitant un canvi de dames, i intentant de fer mat a les blanques. Les blanques han de posar a recer el seu rei (normalment enrocant al flanc de dama i la seva dama, que de moment no té massa caselles, mantenint el seu material extra i eventualment passant a l'atac contra el rei negre varat al centre del tauler. Que les negres tinguin o no suficient compensació és una qüestió d'opinions. Una possible continuació és 11. d3 Ab7 12. h4 (amenaçant de guanyar la dama negra amb Ag5) 12... f4 13. Df3 Cd4 (13...Ah6 14.Ad2 també és possible) 14. Dg4 (una recomanació de 1969 d'Anthony Santasiere, amenaçant de canviar dames amb Dg5), quan les negres poden triar entre 14...Ah6, 14...Ag7, i 14...Axa8. (vegeu la columna de Harding de 1998 citada més avall).

## Partida notable
- Ost-Hansen vs. Nunn Jacob Ost-Hansen vs. John Nunn, Teesside 1974, 0–1